# Celestat

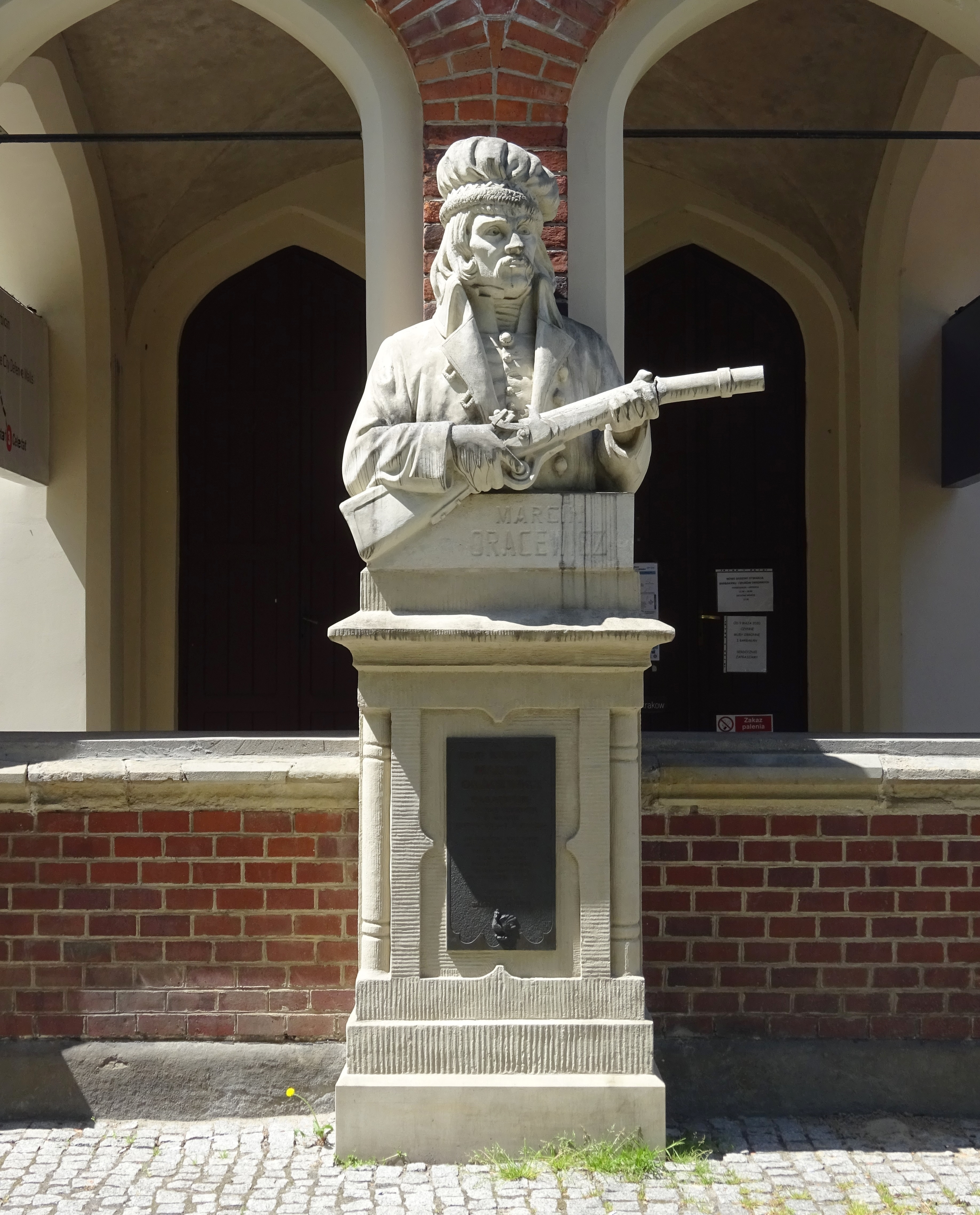
Popiersie Marcina Oracewicza przed Celestatem (2020)

Celestat (z niem. Zielstätte) – miejsce ćwiczeń członków krakowskiego bractwa kurkowego. Pierwotnie Celestat mieścił się w okolicach Bramy Mikołajskiej, później przy pałacu w Łobzowie. Działalność bractwa kurkowego była zawieszona od 1794 roku do lat 30. XIX wieku, w których zakupiono przy ulicy Lubicz dwór z ogrodem, obecnym Parkiem Strzeleckim. Na terenie tym wzniesiono pałacyk, który dziś nazywany jest Celestatem. Jest on oddziałem Muzeum Historycznego Miasta Krakowa i mieści stałą ekspozycję Z dziejów Krakowskiego Bractwa Kurkowego. 
Cały kompleks wpisany jest do rejestru zabytków i obejmuje następujące wpisy:
- Ogród Strzelecki wraz z pomnikami (A-578 z 15.05.1976),
- Pałacyk Bractwa Kurkowego przy ul. Lubicz 16 (A-326 z 02.01.1968),
- Pawilon Bractwa Kurkowego na rogu ul. Bosackiej 3 i ul. Topolowej 3 (A-1030 z 27.08.1996).

## Historia
21 czerwca 1837 roku Towarzystwo Strzeleckie Krakowskie nabyło od Maurycego Samelsohna teren na krakowskim przedmieściu Wesoła. W ciągu czterech miesięcy wzniesiono neogotycki pałacyk, zaprojektowany przez Tomasza Majewskiego przy współpracy Franciszka Marii Lanciego. Uroczyste otwarcie miało miejsce 15 października 1837 roku. Była to pierwsza w Krakowie budowla w stylu neogotyku angielskiego. W tej nowej siedzibie bracia kurkowi kontynuowali swoją dotychczasową działalność. Organizowali wybory króla kurkowego i ćwiczenia strzeleckie. Celestat i otaczający go ogród były udostępnione publiczności, w ogrodzie otwarto restaurację, a w lecie organizowano koncerty.
W 1851 roku siedzibę bractwa odwiedził Franciszek Józef I, który oddał trzy strzały do specjalnej tarczy i złożył podpis w pamiątkowej księdze. Ponowna wizyta cesarza miała miejsce w 1880 roku. Franciszek Józef I podarował wówczas zestaw do parzenia herbaty ze srebra i kości słoniowej, wykonany w Wiedniu przez Josepha Karola Klinkoscha. 7 lat później w Celestacie przebywał jego następca, arcyksiążę Rudolf.
Na przełomie 1874 i 1875 roku rozpoczęto przebudowę pałacyku według planów Adama Nowickiego. W jej wyniku powstała Sala Strzelecka z balkonem dla orkiestry, służąca braciom jako miejsce na bale i przyjęcia, a także innym instytucjom w podobnych celach. Budynek ponownie otwarto 8 stycznia 1876 roku. W 1883 roku w ogrodzie ustawiono dwie rzeźby dłuta Walerego Gadomskiego: Zygmunta Augusta i Jana III Sobieskiego.
Przez kolejne lata Celestat służył braciom kurkowym jako ich siedziba i strzelnica. W nim także gromadzono pamiątki. Budynek zaczęto ozdabiać portretami królów kurkowych – pierwszym, mającym swój portret, jest król z 1834 roku. Tradycja ta kultywowana jest do dziś.
W 1914 ogród i Celestat zajęła armia Austro-Węgier. Po opuszczeniu posiadłości przez wojsko wynajęto ją YMCA. W 1921 roku Towarzystwo odzyskało Celestat i powróciło do normalnego funkcjonowania. W 1939 roku zajęło go wojsko niemieckie, które w pałacyku zakwaterowało swoich żołnierzy. Budynek został silnie zniszczony. Po zakończeniu wojny na próżno bracia starali się odzyskać budynek – w 1951 roku został on im odebrany, a pamiątki przekazano rok później do Muzeum Historycznego Miasta Krakowa. Od 1958 roku bractwo zabiegało o przekazanie Celestatu Muzeum, w celu utworzenia tam ekspozycji. Ekspozycję otwarto 21 czerwca 1997 roku.
Oprócz wymienionych już rzeźb Gadomskiego, przed Celestatem znajduje się popiersie Marcina Oracewicza z 1890 roku, bohatera obrony miasta przed Rosjanami w czasie konfederacji barskiej w 1768 roku, dłuta Michała Korpala. Czesław Dźwigaj jest autorem stojącego nieopodal pomnika Jana Pawła II z 2000 roku.

## Ekspozycja
Stała wystawa Z dziejów Krakowskiego Bractwa Kurkowego, prezentowana w Celestacie, jest poświęcona dziejom nie tylko krakowskiego, ale i europejskich bractw kurkowych. W 4 salach o łącznej powierzchni ok. 400 m² eksponowane są różnego rodzaju pamiątki i dokumenty.
- Sala Bracka (59,9 m²) przedstawia najnowsze dzieje bractwa.
- Zbrojownia (16 m²) prezentuje militaria: łuki, strzelby, rapiery.
- Skarbczyk (7 m²) zawiera zbiór szczególnie cennych pamiątek, m.in. zastawę cynową z XVIII wieku, dwie XVIII-wieczne skrzynie, wyroby złotnicze (w tym zestaw do herbaty od Franciszka Józefa I), puchary, medale, odznaki i inne.
- Sala Strzelecka (320 m²) powstała w okresie rozbudowy z lat 1874-75 poprzez jej dostawienie do wcześniejszego pałacyku. Wysoka na 6 m, przedzielona jest kolumnadą. Pod sufitem zawieszone są portrety królów kurkowych. W sali eksponowany jest najcenniejszy przedmiot – srebrny kur, którego według legendy miał ofiarować bractwu Zygmunt August w 1565 roku. Poza nim w sali wystawione są monety, medale, zdjęcia i inne pamiątki.